# Anemia ferruginea
Anemia ferruginea är en ormbunkeart som beskrevs av H. B. K. Anemia ferruginea ingår i släktet Anemia och familjen Anemiaceae. Utöver nominatformen finns också underarten A. f. ahenobarba.